# Arctictis binturong
Il binturong o gatto orsino (Arctictis binturong  Raffles, 1821) è l'unica specie del genere Arctictis (Temminck, 1824), diffusa in Cina, Indocina, Indonesia e Filippine.

## Descrizione

### Dimensioni
Carnivoro di medie-grandi dimensioni, con lunghezza della testa e del corpo tra 52,2 e 90 cm, la lunghezza della coda tra 52 e 89 cm, la lunghezza del piede tra 10 e 13 cm, la lunghezza delle orecchie tra 4,5 e 6,5 cm e un peso fino a 14 kg.

È il più grande viverride vivente e la pelliccia arruffata lo fa sembrare ancora più grande.

### Caratteristiche craniche e dentarie
Il cranio è simile a quello del genere Paguma, ma più grande e con il palato più curvo longitudinalmente. L'area post-orbitale non è compressa. Il secondo molare superiore e il primo premolare inferiore risultano spesso mancanti.
Sono caratterizzati dalla seguente formula dentaria:

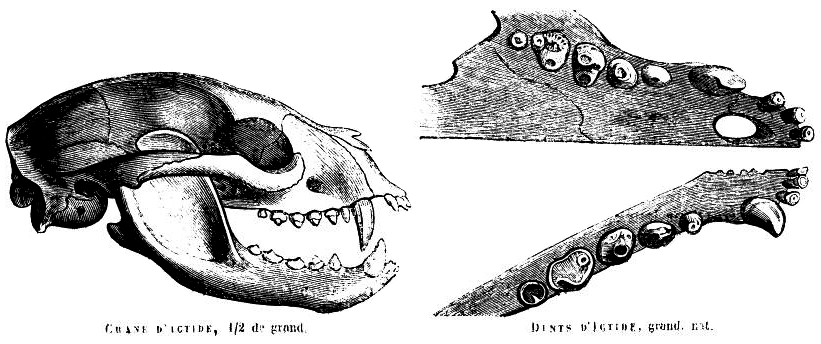
Cranio e dentatura, come illustrato in Histoire naturelle des mammifères di Gervais

### Aspetto
Il colore generale del corpo è nerastro, variabile da un individuo all'altro in funzione della quantità di peli con la punta più chiara. In alcuni esemplari la testa è completamente grigia, quasi bianca, e in altri il grigio si estende dietro fino alle spalle. Le orecchie sono arrotondate con i margini bianchi. I peli dietro ogni orecchio sono lunghi e si estendono oltre la punta, formando un lungo ciuffo. La coda è lunga, densamente ricoperta di peli specialmente all'attaccatura, e prensile. Questa caratteristica è unica tra i carnivori del vecchio mondo. L'unico altro carnivoro a possederla è il Cercoletto. L'andatura è plantigrada. Gli artigli sono semi-retrattili, corti e leggermente ricurvi. Le piante dei piedi sono prive di peli, incluso il tallone. Le femmine hanno due paia di mammelle.

## Biologia

### Comportamento
È una specie principalmente arboricola e notturna. Scende a terra frequentemente, per spostarsi da un albero all'altro, poiché risulta molto difficile saltare tra i rami visto la possente mole. Riposa normalmente raggomitolato, con la testa avvolta nella coda. È un discreto nuotatore. Si immerge per cacciare pesci. Vive solitario o in piccoli gruppi di adulti insieme a piccoli immaturi.

### Alimentazione
La dieta consiste principalmente di uccelli, carogne, frutta, foglie e germogli.

### Riproduzione
Le nascite avvengono durante tutto l'anno. Le femmine hanno più di un periodo di estro senza una stagione riproduttiva specifica. Danno alla luce solitamente due piccoli l'anno. I picchi delle nascite si riscontrano tra gennaio e marzo. La gestazione dura tra gli 84 e 99 giorni. Raggiungono la maturità sessuale dopo circa un anno. L'aspettativa di vita in cattività è di 22 anni e 11 mesi.

## Distribuzione e habitat
Questa specie è diffusa in Cina, Indocina, Indonesia e Filippine.
Vive nelle dense foreste sia primarie che secondarie. Nelle Filippine è stato osservato fino a 400 metri di altitudine. Fino a qualche tempo fa era abbondante ovunque.

## Tassonomia
Sono state riconosciute 6 sottospecie:
- A.b. binturong: Thailandia meridionale, Tenasserim, Penisola Malese, Sumatra, Nias;
- A.b. albifrons (Cuvier, 1822): Nepal, Sikkim, Bhutan, Assam, Myanmar settentrionale e orientale, Thailandia settentrionale, Laos, Vietnam, Cambogia;
- A.b. kerkhoveni (Sody, 1936): Bangka;
- A.b. menglaensis (Wang & Li, 1987): Provincia cinese dello Yunnan;
- A.b. penicillatus (Temminck, 1835): Borneo;
- A.b. whitei (Allen, 1910): Palawan, Filippine.

## Rapporti con gli umani
È stato a lungo utilizzato come animale da compagnia, ma anche cacciato sia per la pelliccia che per la carne, utilizzata nella medicina tradizionale.
Deforestazione e traffico illegale costituiscono le principali minacce per la specie, che è infatti inserita nella Lista Rossa delle Specie Minacciate di estinzione redatta dalla IUCN (Unione Internazionale per la Conservazione della Natura). In Europa lo zoo del Jardin des Plantes coordina un programma di allevamento per il binturong. Sull'isola di Palawan, nelle Filippine, è in corso uno studio avente per obiettivo il miglioramento delle conoscenze circa l'ecologia della specie e la sua popolazione grazie a fototrappole e radiotracking. Queste informazioni sono essenziali per poter creare un programma di conservazione su misura. Nelle scuole e nelle università delle Filippine vengono realizzate molte azioni finalizzate a sensibilizzare i giovani alla conservazione e protezione degli ecosistemi.

## Conservazione
La IUCN Red List, considerato che la popolazione si è ridotta del 30% negli ultimi 30 anni a causa della perdita del proprio habitat e del commercio illegale , classifica A.binturong come specie vulnerabile (VU).